# Réserve écologique de Manche-d’Épée
Die Réserve écologique de Manche-d’Épée ist ein im Jahr 1984 eingerichtetes, 573 ha großes Schutzgebiet im Süden der kanadischen Provinz Québec in der regionalen Grafschaftsgemeinde La Haute-Gaspésie in der Region Gaspésie. Es liegt südlich des Dorfes Manche-d’Épée etwa 85 km östlich von Sainte-Anne-des-Monts. Es dient dem Schutz eines Talkessels mit Zuckerahornwäldern.

## Landschaft, Geologie
Das Tal des Bachs mit dem Namen Manche d’Épée ist eines der in der nördlichen Gaspésie häufigen, süd-nordwärts verlaufenden Täler. Deren Bäche fließen in den Sankt-Lorenz-Strom. Im Norden, nahe der Bachmündung, weitet sich der Talkessel auf 300 m Durchmesser bei einer Tiefe von 20 m, doch das Gefälle ist im Oberlauf sehr stark, so dass der Einschnitt hier bis zu 400 m tief ist.
Die Felsen der Appalachen, zu denen die Region gehört, bestehen aus Kalkgestein, Schiefer und Tonschiefer. Unter dem Einfluss von Schnee, Eis und Schmelzwasser sind die Geröllhänge und -kegel dynamischen Bewegungen unterworfen. Die unteren Abschnitte hingegen sind stabiler. Es sind Alluvialböden, junge Schwemmböden also. Bei den Böden handelt es sich um Regosol und Braunerde von geringer Stärke, die gut entwässern.
Zwischen 13.500 und 10.000 BP wurde die Gaspésie eisfrei. Das heutige Schutzgebiet Manche-d’Épée wurde um 12.200 bis 12.140 BP von dem Eispanzer der letzten Eiszeit befreit. Infolge der daraus resultierenden Entlastung hob sich die Region, wobei starke Geröllabgänge in das Goldthwait-Meer erfolgten. Diese starken Erosionserscheinungen endeten erst um 7250 BP, als Wälder die Oberfläche stabilisierten. Diese Entwicklung wird bis heute durch Geröllabgänge verzögert, die das steile Tal prägen.

## Flora
Die Flora wird von den typischen Baumarten Zucker-Ahorn und Gelb-Birke dominiert. Unter den Farnen ist vor allem der Lanzen-Schildfarn (Polystichum lonchitis), hier polystic faux-lonchitis genannt, verbreitet. Er steht in Gefahr in die Liste der bedrohten Arten aufgenommen werden zu müssen. In den höheren Zonen ist hingegen die Papier-Birke zahlreich, hinzu kommen Moose. In den höchsten und trockensten Gebieten findet sich die Weymouth-Kiefer (pin blanc) und der Abendländische Lebensbaum (franz.: Thuya occidental).

## Früheste Siedlungsspuren (ab 6000 v. Chr.)
Bei Manche d’Épée fand sich bereits Anfang des 19. Jahrhunderts ein Messer, das nach Philadelphia geschickt wurde. Ausgrabungen förderten älteste Siedlungsspuren zu Tage, die bis etwa 6000 v. Chr. zurückreichen.